# Михайловка (Красносулинский район)
Михайловка — хутор в Красносулинском районе Ростовской области.
Административный центр Михайловского сельского поселения.

## География

### Улицы
| - ул. Виноградная - ул. Доброхотских - ул. Зелёная - ул. Ленина | - ул. Малая - ул. Садовая - ул. Юбилейная - пер. Ленина |

## Население
| 1989 | 2002 | 2010 |
| ---- | ---- | ---- |
| 753  | ↗835 | ↘796 |

## Достопримечательности
- Памятник на братской могиле. В могиле похоронено 8 человек, погибших в боях с немцами в 1942 году при отступлении Советской Армии.

В 1956 году на могиле установлен однофигурный памятник высотой около двух метров. Памятник стоит на каменном оцементированном пьедестале высотой около трёх метров. Надпись на памятнике: «Воинам-артиллеристам, погибшим при защите хутора Михайловка М. В. Дрянных, Ф. П. Доброхотских, Я. Н. Пахомову». Надзор за состоянием могилу проводит Краснопартизанский сельский Совет. Рядом с памятником установлена пушка.